# Skubas
Skubas, eigentlich Radosław Skubaja aka Sqbass and MC Sqbass (* 16. September 1981 in Lublin, Polen) ist ein polnischer Sänger, Komponist und Gitarrist.

## Leben und Wirken
Skubas spielte zunächst E-Gitarre in diversen lokalen Bands, bevor er sich entschied, Sänger zu werden. 2005 schrieb er sich an der Musikakademie in Kattowitz ein, um Jazz und Popmusik mit dem Schwerpunkt Gesang zu studieren. 2012 erschien sein Debütalbum. Bereits sein zweites Album, Brzask, erreichte den dritten Platz der Albumcharts in Polen.
Sein Musikstil gilt als alternative Musik, er komponiert düster-traurige Songs, anderseits auch welche mit hartem Gitarrensound. Er spielte auf diversen Festivals, so in Malta und in Liverpool.
Mit einer Reihe polnischer Sängern und Musikern arbeitete er zusammen, so mit Smolik, Novika, Envee, Kayah, 15 Minut Projekt, Matt Kowalsky und Dawid Tyszkowski.
Skubas lebt in Lublin.

## Diskografie
- Wilczełyko (2012)
- Brzask (2014)
- Duch (2020)
- W ogień (2024)